# 馬鳴生
馬鳴生，字君賢，齊國臨淄人，道教仙人。
性情和善，少年時擔任縣吏，因追逐賊人，被賊所傷，幾乎死亡，得到一個方士以神藥救之，遂不死，於是馬鳴生辭官追隨。
馬鳴生原本只是想要求學其治病之法，後來發現方士有長生不死之術，於是努力侍奉，周遊天下，方士教馬鳴生《太清神丹經》三卷，馬鳴生煉出仙丹，喫了就能升天，但馬鳴生不想升天，於是只喫半顆藥丸，於是長生不老，繼續留在世上渡化世人五百年。他自認渡了許多人之後，於是又喫了仙丹，服食而升天。